# مسعودة بوبكر
مسعودة بنت أحمد بن بوبكر (وُلدت في 19 فبراير 1954، صفاقس) هي روائية تونسية تكتب باللغة العربية.
درست مسعودة في كتّاب الشيخ السبتي بجبل الجلود، ثمّ المدرسة الابتدائية ثمّ انتقلت إلى تونس العاصمة حيث أكملت دراستها الثانوية في شعبة الآداب بمنفلوري ثمّ تخرجت من مدرسة تكوين في شؤون الإدارة والسكرتارية بحمام الأنف، فبدأت بالعمل بإحدى الشركات الخاصة، وقد كتبت الشعر والقصة القصيرة والرواية والمقالة وقصص الأطفال، وتملك عضوية في كل من جمعية الصحفيين التونسيين ونادي القصة أبو القاسم الشابي والنادي الثقافي الطاهر الحداد واتحاد الكتاب التونسيين، حيث كانت عضو الهيئة ما بين 2009 و2011، كما أنها عضوة في اتحاد الكتاب العرب.
ثم نشّطت في اتحاد الكتاب التونسيين لمدّة موسمين (منتدى القّصّاصين بداية التسعينيّات)، فأشرفت على الصالون الأدبي الشهري «مطارحات أدبية» بنادي القصة أبو القاسم الشابي سنتي 2003و2004، وكانت من المشاركين في لجان تحكيم أدبية في عديد المسابقات هي: مسابقة الكومار للرواية، مسابقة البنك التونسي جائزة أبي القاسم الشابي للقصة، مسابقة نادي القصة للقصة القصيرة مسابقة الكريديف الأدبية، مسابقة نادي الطاهر الحدّاد للرواية، وفي مهرجانات عديدة بالعاصمة وداخل البلاد.
شاركت في ندوات أدبية وفكرية محلّية وعربية في ليبيا والمغرب وسوريا وسويسرا، ونشرت في الصحف المحلية والمجلات المحلية والعربية، إذ كتبت البطاقة الأسبوعية في كل من: الشروق والصحافة ومجلة حقائق ومجلة مرآة الوسط ثم الملحق الثقافي لجريدة الحرية، بعدها ساهمت في إنتاج برنامج «مجلات عربية» في إذاعة تونس الثقافية وبرنامج صباحي في الإذاعة الوطنيّة، وشكّلت منكلّ من رواية «ليلة الغياب» و«طرشقانة» و«وداعا حمورابي» مواضيع لرسائل بحث جامعيّة في تونس وخارجها.

## إصداراتها
- طعم الأناناس، قصص منشورات الأطلسيّة، 1994.
- ليلة الغياب، رواية، دار سحر للنشر، 1997، وهي صاصلة على جائزة بلدية قابس للإبداع الأدبي.
- طرشقانة، رواية، دار سحر للنشر، 1999.
- عقد المرجان، نصوص، مطبعة قابس 2000 .
- عقد المرجان طبعة ثانية دار سحر سنة 2015
- لؤلؤ لجيد الكلام، مجموعة شعرية، دار الإتحاف، 2000.
- شهامة نميل، قصص للأطفال، دار الإتحاف، 2001.
- وداعا حمورابي، رواية، سيراس للنشر، 2003، حازت بفضلها على جائزة الكومار الذهبي.[11]
- وليمة خاصّة جدّا، مجموعة قصصية، دار سحر للنشر، 2004.
- اسمع يا سيزيف، مسرحية باللهجة العامية، 2004.
- جمان وعنبر، رواية، دار سحر للنشر، 2006، حازت على جائزة زبيدة بشير من مؤسسة الكريديف للسرد سنة 2007.
- الألف والنّون، رواية، دار سحر للنشر، 2009، حازت جائزة زبيدة بشير للسرد من مؤسسة الكريديف.
- طبعة ثانية 2012.
- أظل أحكي، دار سحر للنشر، 2012.
- أمكنة وأزمنة، نصوص سير ذاتية، الدار التونسية للكتاب، 2013.
- نزر مما - نصوص - الجزء الأول من وحي ثورة 14 جانفي 2011 عن الدار التونسية للكتاب 2014
- ياسمين أحمر - نصوص - الجزء الثاني = = = عن دار ابن عربي للنشر 2019
- إنّما العمر زفرة ترجمة لكتاب آن فيليب Le temps d'un soupir عن دار البدوي للنشر والتوزيع 2016 [12]
- الرحيل إلى تسنيم مجموعة قصصية عن دار البدوي للنشر سنة 2017
- شهادات - نصوص - عن دار الاتحاد للنشر والتوزيع سنة 2019
- ريح الصبّار - رواية عن جار سوتيميديا للنشر والتوزيع سنة 2019

## تكريماتها
- وسام رئاسي للاستحقاق الثقافي، الصنف الرابع، سنة 1997
- وسام رئاسي للاستحقاق الثقافي، الصنف الثالث، سنة 2005
- تكريم من الملحق الثقافي لجريدة الحرية.
- تكريم من منظمّة التربية والأسرة، الإقليم الرّابع بقابس.
- تكريم من ولاية بن عروس.
- تكريم من ولاية صفاقس.
- تكريم من المهرجان الدولي للصحراء بدوز 2019
- تكريم من ديوان العرب، جمهورية مصر العربية.
- تكريم من المعرض الوطني للكتاب التونسي في دورته الأولى سنة 2018